# Austalis aequipars
Austalis aequipars är en tvåvingeart som först beskrevs av Walker 1864.  Austalis aequipars ingår i släktet Austalis och familjen blomflugor. Inga underarter finns listade i Catalogue of Life.